# Тине (река)
Тине́ (фр. Tinée) — река во Франции левый приток реки Вар. Протекает по территории французского департамента Приморские Альпы. Длина реки — 69,94 км, площадь бассейна 743 км², средний расход в Ла-Туре — 16,2 м³/с.
Река начинается на восточном склоне перевала Коль-де-ла-Бонет (Col de la Bonette) в Приморских Альпах. Скорость течения реки высокая, характер — бурный. Всего река падает на 2421 метр за 70 км, средний уклон 34,6 м/км. Генеральное направление течения — юг. Образует глубокую долину, территория которой входит в состав национального парка Меркантур.
Протекает по территории кантонов Сент-Этьен-де-Тине, Сен-Совёр-сюр-Тине, Виллар-сюр-Вар и Виллар-сюр-Вар. Впадает в Вар западнее деревни Ютель.
Высота истока — 2600 м над уровнем моря. Высота устья — 179 м над уровнем моря.